# Bremer
Bremer – polski herb szlachecki z indygenatu.

## Opis herbu

### Opis historyczny
Juliusz Ostrowski blazonuje herb następująco:

Na tarczy dwudzielnej I pole czerwone, w II zaś srebrnem pół koła młyńskiego czerwonego. Nad hełmem w koronie pięć piór strusich: pierwsze, trzecie i piąte – białe, drugie i czwarte — czerwone. Labry czerwone podbite srebrem.

### Opis współczesny
Opis skonstruowany współcześnie brzmi następująco:
Na tarczy dwudzielnej w słup w jej lewym polu srebrnym pół czerwonego koła młyńskiego, prawe pole czerwone.
W klejnocie pięć piór strusich, skrajne srebrne, następne czerwone i środkowe srebrne.
Labry herbowe czerwone, podbite srebrem.

## Geneza
Herb Bremer jest indygenatem z 1662 roku, przyznanym Egidemu Bremerowi, Baronowi von Brytmar.

## Herbowni
Herb ten był herbem własnym, toteż do jego używania uprawniony jest tylko jeden ród herbownych:
Bremer.